# Bruno Bettelheim
Bruno Bettelheim (Vienna, 28 agosto 1903 – Silver Spring, 13 marzo 1990) è stato un filosofo austriaco naturalizzato statunitense, superstite dell'Olocausto.
Di origini ebraiche, si rifugiò negli Stati Uniti,
dove gli fu concessa la cittadinanza.
Si occupò di psicologia dell'infanzia e si interessò in particolare all'autismo.

## Biografia
Studiò a Vienna, ma dovette interrompere gli studi alla morte del padre. Visse quindi un periodo in cui con la prima moglie Gina si prese cura di una bambina che poi scoprì essere autistica e si occupò degli affari di famiglia, sistemati i quali poté tornare a studiare e si laureò in filosofia con una tesi di storia dell'arte sull'estetica di Immanuel Kant. Nel 1938, il piano di studi in storia dell'arte dell'Università di Vienna, comprendeva corsi obbligatori di studio sugli archetipi junghiani nelle espressioni artistiche, in relazione al subconscio freudiano.
Quando l'Austria fu invasa dalle truppe tedesche nel 1938 (Anschluss), fu deportato nei campi di concentramento di Dachau e Buchenwald. Nel 1939 fu rilasciato (in seguito all'amnistia del 20 aprile per il cinquantesimo compleanno di Hitler) e riuscì a rifugiarsi raggiungendo la moglie negli Stati Uniti. Insegnò quindi psicologia a Chicago dal 1944 al 1973, dove lavorò anche alla "Orthogenic School", un istituto di studio e terapia infantile e adolescenziale che si occupava dei disturbi emotivi della crescita. Comparve nel ruolo di se stesso nel film Zelig di Woody Allen del 1983. Morì suicida all'età di 86 anni, nel 1990 nel Maryland, a causa delle sofferenze imposte dalla sua vecchiaia.

## Il pensiero
I suoi studi si incentrarono sulla psicoanalisi applicata all'età evolutiva, occupandosi in particolare dell'autismo. Nel suo molto discusso La fortezza vuota, Bettelheim ipotizzava che l'autismo fosse causato da un rapporto inadeguato del bambino con la madre (la cosiddetta madre frigorifero), da cui doveva essere staccato per una terapia riabilitativa (la cosiddetta "parentectomia)".
Oggi le teorie di Bettelheim sulle cause relazionali dell'autismo sono state ampiamente confutate ed è assodato che l'autismo ha una varietà di cause organiche, genetiche, epigenetiche e di sviluppo del cervello.
Bettelheim sostenne anche la scarsa utilità o addirittura la nocività di un approccio educativo basato sul metodo delle punizioni, in particolare di tipo fisico, benché sia emerso, negli anni successivi alla sua morte, che nel suo Istituto di Chicago si facesse largo uso di sevizie fisiche e mentali e anche di molestie sessuali pur di mantenere l'ordine.
È emerso, inoltre, che il suo curriculum era stato da lui pesantemente falsificato, attribuendosi titoli e meriti inesistenti: di aver conseguito un dottorato in psicologia (mentre lo ottenne in storia dell’arte o in estetica), di aver millantato dimestichezza personale con Freud, di aver avuto esperienza diretta in Austria con pazienti autistici mentre, al massimo, poteva addurre il contributo alla cura di Patsy, una ragazzina americana che fu accolta in casa per ben sette anni dalla sua prima moglie Gina e che soffriva di alcuni disturbi, ma che non è certo fosse autistica. Quanto sopra è stato riportato dalla biografia scritta da Richard Pollak “The Creation of Dr B”, del 1997.
Si interessò anche alle fiabe. Nel suo libro Il mondo incantato (The Uses of Enchantment. The Meaning and Importance of Fairy Tales, vincitore del National Book Award nel 1977) sostiene che le fiabe dei fratelli Grimm siano rappresentazione di miti freudiani.

## Opere
- Bruno Bettelheim, L'amore non basta: trattamento psicoterapeutico dei bambini che presentano disturbi affettivi [Love Is Not Enough: The Treatment of Emotionally Disturbed Children], traduzione di Isolda Gentili, CDE, 1992  [1950], OCLC 797944711.
- Bruno Bettelheim, Ferite simboliche. Un'interpretazione psicoanalitica dei riti puberali [Symbolic Wounds: Puberty Rites and the Envious Male], collana Biblioteca dell'Eros, traduzione di Gabriella Fiori, Milano, ES, 2006  [1954], ISBN 9788887939873, OCLC 876622475.
- Bruno Bettelheim, Il cuore vigile. Autonomia individuale e società di massa [The Informed Hearth], traduzione di Piero Bertolucci, Milano, Adelphi, 1998  [1965], ISBN 9788845913532, OCLC 797700181.
- Dialoghi con le madri (tr. it. Loretta Valtz Mannucci, Dialogues with Mothers, 1962), Ed. Comunità, Roma 1964 ISBN 88-245-0000-5
- La fortezza vuota: l'autismo infantile e la nascita del sé (tr. it. Anna Maria Pandolfi, The Empty Fortress: Infantile Autism and the Birth of the Self, 1967), Garzanti, Milano 1976 ISBN 88-11-47206-7 ISBN 88-11-67409-3 ISBN 88-11-67436-0 ISBN 978-88-11-67436-8
- I figli del sogno (tr. it. Paola Campioli, The Children of the Dream, 1969), Mondadori, Milano 1969
- Psichiatria non oppressiva: il metodo della Orthogenic school per bambini psicotici (tr. it. Libero Sosio, A Home for the Heart, 1974), Feltrinelli, Milano 1976 ISBN 88-07-10103-3
- Il mondo incantato: uso, importanza e significati psicoanalitici delle fiabe (tr. it. Andrea D'Anna, The Uses of Enchantment: The Meaning and Importance of Fairy Tales, 1976), Feltrinelli, Milano 1977 ISBN 88-07-22382-1 ISBN 88-07-81581-8 ISBN 88-07-08015-X ISBN 978-88-07-81581-2
- Sopravvivere e altri saggi (tr. it. Adriana Bottini, Surviving and Other Essays, 1979), Feltrinelli, Milano 1981 ISBN 88-07-08061-3; poi SE, Milano 2005 ISBN 88-7710-644-1
- Freud e l'anima dell'uomo (tr. it. Alessandro Serra, Freud and Man's Soul, 1982), Feltrinelli, Milano 1983 ISBN 88-07-08004-4
- Imparare a leggere: come affascinare i bambini con le parole, con Karen Zelan (tr. it. Andrea D'Anna, On Learning to Read: The Child's Fascination with Meaning, 1982), Feltrinelli, Milano 1982 ISBN 88-07-08050-8
- Un genitore quasi perfetto (tr. it. Adriana Bottini, A Good Enough Parent: A Book on Child-Rearing, 1987) Feltrinelli, Milano 1987 ISBN 88-07-08054-0 ISBN 88-07-81469-2 ISBN 978-88-07-81469-3
- La Vienna di Freud (tr. it. Alessandro Serra, Freud's Vienna and Other Essays, 1990) Feltrinelli, Milano 1990 ISBN 88-07-08094-X
- L'arte dell'ovvio nella psicoterapia e nella vita di ogni giorno, con Alvin A. Rosenfeld (tr. it. Adriana Bottini, The Art of Obvious, 1993), Feltrinelli, Milano 1994 ISBN 88-07-08129-6